# 兰道拉
兰道拉（Landaura），是印度北阿坎德邦Hardwar县的一个城镇。总人口16022（2001年）。

## 人口
该地2001年总人口16022人，其中男性8659人，女性7363人；0—6岁人口3352人，其中男1743人，女1609人；识字率35.62%，其中男性为42.08%，女性为28.02%。